# Przemysław Radkiewicz
Przemysław Radkiewicz (ur. 25 sierpnia 1970 w Wałczu) – polski lekkoatleta, skoczek wzwyż. Olimpijczyk z Atlanty (1996).

## Kariera
Ukończył VII Liceum Ogólnokształcące im. Juliusza Słowackiego w Warszawie. Zawodnik Skry Warszawa. Olimpijczyk z Atlanty (1996) – zajął w finale skoku wzwyż 10. miejsce z wynikiem 2,29 m. Podczas mistrzostw Europy juniorów (1989) był 5. z wynikiem 2,20 m. Największy krajowy rywal Artura Partyki i Jarosława Kotewicza (w kadrze opiekował się nimi trener Edward Hatala, w klubie Józef Knap). 
Na mistrzostwach Polski seniorów na otwartym stadionie zdobył pięć medali. 
Obecnie trener lekkoatletów Skry Warszawa.

## Rekord życiowy
- skok wzwyż – 2,30 m (8 czerwca 1996, Biała Podlaska) – 14. wynik w historii polskiej lekkoatletyki[2][3].